# Lutol Mokry
Lutol Mokry – wieś w Polsce położona w województwie lubuskim, w powiecie międzyrzeckim, w gminie Trzciel.

## Historia
Miejscowość pierwotnie związana była z Wielkopolską. Ma metrykę średniowieczną i istnieje co najmniej od początku XIII wieku. Wymieniona w dokumencie zapisanym po łacinie z 1231 jako „Lutole Madidum”, a później także w 1238 „Lutole”, 1365 „Luthole”, 1403 „Lutole Mocre”, 1510 „Lyvtholek”, 1564 „Lyuthol Mokry, Lyutolek”, 1571 „Lutolek Mokry”), 1577 „Lutolek Wodny”, 1944 „Nasslettel” .
Wieś była początkowo własnością rycerską, następnie należała do opactwa cystersów w Obrze, a potem ponownie rycerską żeby w końcu stać się majętnością opactwa cystersów w Paradyżu. Wspomniana po raz pierwszy w 1231 kiedy książę wielkopolski Władysław (nie wiadomo, który: Laskonogi czy Odonic) potwierdził fundację klasztoru w Obrze przez kantora gnieźnieńskiego Sędziwoja, który nadał klasztorowi swe wszystkie dobra, m.in. Lutol Mokry wraz z jeziorami i wszystkimi przynależnościami. W 1238 Sędziwój kantor gnieźnieński nadał klasztorowi w Obrze wszystkie swe dobra, m.in. Lutolu Mokrym. W 1365 król polski Kazimierz Wielki potwierdził, że Michał i Jan synowie zmarłego Wojciecha z Kozłowa koło Buku sprzedali swą wieś Lutol nad rzeką Obrą Wincentemu z Kępy w kasztelanowi kamieńskiemu za 110 grzywien .
Miejscowość wspominały historyczne dokumenty prawne, własnościowe i podatkowe. W 1435 Piotr Kubaczyński z żoną Heleną zapisali klasztorowi paradyskiemu 120 grzywien otrzymując w zamian za tę sumę w dożywocie wieś klasztorną Lutol Mokry. Opat zrezygnował na rzecz Kubaczyńskich z tej wsi w zamian za 150 grzywien, ale mnisi paradyscy oraz ich ludzie mogli wycinać drzewa w lesie lutolskim. W 1439 Dobrogost Koleński kasztelan kamieński zobowiązał się zwrócić po 3 latach opatowi paradyskiemu wieś Mokry Lutol, którą wziął od niego w dzierżawę. W 1508 wieś należała do powiatu kościańskiego, a w 1566 do powiatu poznańskiego Korony Królestwa Polskiego. W 1530 dokumenty podatkowe odnotowały we wsi pobór od 3 łanów. W 1563 od 4 łanów i 2 komorników. W 1581 od 3 półłanków, 6 zagrodników, 4 komorników, 4 ratajów (sezonowych wyrobników wiejskich) i od owczarzy gminy (communitatis), którzy mieli w stadach 50 i 40 owiec oraz pobór od rybaka. W 1564 wieś płaciła dziesięcinę z 3 łanów biskupowi poznańskiemu .
Pod koniec XVI wieku miejscowość była wsią duchowną o nazwie Lutol Wodny, była własnością opata cystersów w Paradyżu i leżała w powiecie kościańskim województwa poznańskiego w Rzeczypospolitej Obojga Narodów. 
W latach 1975–1998 miejscowość administracyjnie należała do województwa gorzowskiego.

## Obecnie
Wieś położona między Trzcielem, a Zbąszyniem nad południowo-zachodnią zatoką jeziora Lutol. Tereny podmokłe, wokół lasy.
Na terenie wsi znajduje się kościół filialny pw. Niepokalanego Poczęcia NMP.